# Demostene di Bitinia
Demostene di Bitinia (... – III secolo a.C.) è stato un poeta e storico greco antico.

## Biografia
Non si conosce nulla della sua vita. Poiché sembra che Polibio alluda a lui in un passo delle Storie, dovrebbe situarsi almeno nel III-II secolo a.C.

## Opere
Fu autore di poemi epici di carattere storico quali Alessandria (Ἀλεξανδρεία), Artace (Ἀρτάκη) e Mausolo (Μαυσωωλοί). 
Scrisse, inoltre, probabilmente sempre in versi, una storia della sua terra natia in dieci libri (Bitiniakà) e, nello stesso genere, un trattato sulle fondazioni delle città (κτίσεις), spesso citato, proprio per quest'attenzione storico-geografica, da Stefano di Bisanzio e contro di lui il poeta Euforione di Calcide si espresse nell'opera Demostene (Δημοσθένης).